# Włodzimierz Sel
Włodzimierz Stanisław Sel (ur. 3 listopada 1926, zm. 29 listopada 2019) – polski inżynier, wynalazca, felietonista.

## Życiorys
Absolwent studiów inżynierskich na Politechnice Łódzkiej, doktor nauk technicznych. Następnie przez 40 lat pracownik Fabryki Samochodów Osobowych (FSO) w Warszawie. Początkowo pracował w dziale Głównego Konstruktora FSO, gdzie był jednym z głównych twórców silnika S-21 do FSO Warszawy, wprowadzonego do produkcji w 1960 roku. W kolejnych latach pracował kolejno jako kierownik Biura Konstrukcji Silników, szef zespołu badawczego Głównego Konstruktora, a później dyrektor Ośrodka Badawczo-Rozwojowego (OBRO FSO), gdzie współtworzył liczne prototypy, w tym niemal przygotowany do produkcji FSO Wars.
Równocześnie od lat 60. był rzeczoznawcą techniki i ruchu, pełnił także funkcję prezesa zespołu rzeczoznawców Automobilklubu Polskiego i przewodniczącego komisji ds. rzeczoznawców Polskiego Związku Motorowego. W latach 90. podjął współpracę z tygodnikiem „Auto Świat”, gdzie był felietonistą.